# Aliens: Showdown
Aliens: Showdown è un mini fumetto pubblicato dalla Dark Horse Comics nel 1992. È stato incluso esclusivamente con l'action figure del Caporale Hick prodotta dalla Kenner Products. La storia è stata scritta da Dan Jolley, illustrata da Brandon McKinney, inchiostrata da Karl Kesel, lettered da Dan Nakrosis e curata da Dan Thorsland. La copertina è opera di Joe Phillips.
Showdown fa parte della serie Aliens: Space Marines, una serie di mini-fumetti inclusi esclusivamente con alcuni giocattoli delle serie Aliens e Aliens vs. Predator della Kenner. Si tratta del sesto fumetto della serie, continua la storia iniziata in Aliens: Meltdown e la sua storia prosegue nel fumetto successivo, Aliens: Stampede.

## Trama
Mentre si trovano su una colonia a tema "Wild West", gli Space Marines vengono avvicinati da un allevatore di bestiame locale che racconta di aver trovato uno Xenomorfo in mezzo ai suoi tori. Appena ha terminato di parlare il Bull Alien giunge di corsa e distrugge il veicolo dell'allevatore con una potente incornata.
Hicks, armatosi di un lanciagranate, colpisce ed elimina la creatura aliena dopodiché dice agli altri marines di armarsi di lanciafiamme e partire per eliminare gli altri alieni presenti nella zona.